# Liste der Gefäßpflanzen Burkina Fasos
Diese Liste enthält wissenschaftliche Namen aller für Burkina Faso bekannten Gefäßpflanzen, basierend auf dem Katalog der Gefäßpflanzen von Burkina Faso.
- Abelmoschus esculentus (L.) Moench
- Abelmoschus moschatus Medik.
- Abildgaardia ovata (Burm.f.) Kral
- Abrus canescens Welw. ex Baker
- Abrus melanospermus Hassk.
- Abrus precatorius L.
- Abutilon fruticosum Guill. & Perr.
- Abutilon grandifolium (Willd.) Sweet
- Abutilon indicum (L.) Sweet
- Abutilon pannosum (G.Forst.) Schltdl.
- Abutilon ramosum (Cav.) Guill. & Perr.
- Acacia amythethophylla Steud. ex A.Rich.
- Acacia ataxacantha DC.
- Acacia dudgeonii Craib ex Holland
- Acacia ehrenbergiana Hayne
- Acacia erythrocalyx Brenan
- Acacia gerrardii Benth.
- Acacia gourmaensis A.Chev.
- Acacia hockii De Wild.
- Acacia holosericea A.Cunn. ex G.Don
- Acacia laeta R.Br. ex Benth.
- Acacia macrostachya Rchb. ex DC.
- Acacia nilotica (L.) Willd. ex Delile
- Acacia polyacantha Willd.
- Acacia senegal (L.) Willd.
- Acacia seyal Delile
- Acacia sieberiana DC.
- Acacia tortilis (Forssk.) Hayne
- Acalypha ceraceopunctata Pax
- Acalypha ciliata Forssk.
- Acalypha crenata Hochst. ex A.Rich.
- Acalypha hispida Burm.f.
- Acalypha segetalis Müll.Arg.
- Acanthospermum hispidum DC.
- Achyranthes aspera L.
- Acmella caulirhiza Delile
- Acmella uliginosa (Sw.) Cass.
- Acridocarpus chevalieri Sprague
- Acroceras amplectens Stapf
- Acroceras zizanioides (Kunth) Dandy
- Adansonia digitata L.
- Adenanthera pavonina L.
- Adenia cissampeloides (Planch. ex Hook.) Harms
- Adenia lobata (Jacq.) Engl.
- Adenodolichos paniculatus (Hua) Hutch. & Dalziel
- Adenostemma caffrum DC.
- Adenostemma viscosum J.R.Forst. & G.Forst.
- Adiantum philippense L.
- Adiantum schweinfurthii Kuhn
- Aedesia glabra (Klatt) O.Hoffm.
- Aeollanthus pubescens Benth.
- Aerva javanica (Burm.f.) Juss. ex Schult.
- Aerva lanata (L.) Juss. ex Schult.
- Aeschynomene afraspera J.Léonard
- Aeschynomene crassicaulis Harms
- Aeschynomene indica L.
- Aeschynomene schimperi A.Rich.
- Aeschynomene sensitiva Sw.
- Aeschynomene tambacoundensis Berhaut
- Afraegle paniculata (Schumach.) Engl.
- Aframomum alboviolaceum (Ridl.) K.Schum.
- Aframomum sceptrum (Oliv. & D.Hanb.) K.Schum.
- Afrotrilepis pilosa (Boeckeler) J.Raynal
- Afzelia africana Sm. ex Pers.
- Agave sisalana Perrine
- Agelanthus dodoneifolius (DC.) Polhill & Wiens
- Ageratum conyzoides L.
- Akeassia grangeoides J.-P.Lebrun & Stork.
- Alafia scandens (Thonn.) De Wild.
- Albizia chevalieri Harms
- Albizia dinklagei (Harms) Harms
- Albizia ferruginea (Guill. & Perr.) Benth.
- Albizia lebbeck (L.) Benth.
- Albizia malacophylla (A.Rich.) Walp.
- Albizia zygia (DC.) J.F.Macbr.
- Albuca nigritana (Baker) Troupin
- Alchornea cordifolia (Schumach. & Thonn.) Müll.Arg.
- Alectra vogelii Benth.
- Allamanda cathartica L.
- Allium cepa L.
- Allium sativum L.
- Allophylus africanus P.Beauv.
- Allophylus spicatus (Poir.) Radlk.
- Alloteropsis semialata (R.Br.) Hitchc.
- Aloe buettneri A.Berger
- Aloe macrocarpa Tod.
- Aloe schweinfurthii Baker
- Alstonia congensis Engl.
- Alternanthera nodiflora R.Br.
- Alternanthera pungens Kunth
- Alternanthera sessilis (L.) DC.
- Alysicarpus glumaceus (Vahl) DC.
- Alysicarpus ovalifolius (Schumach.) J.Léonard
- Alysicarpus rugosus (Willd.) DC.
- Alysicarpus zeyheri Harv.
- Amaranthus dubius Mart. ex Thell.
- Amaranthus graecizans L.
- Amaranthus hybridus L.
- Amaranthus spinosus L.
- Amaranthus viridis L.
- Amblygonocarpus andongensis (Welw. ex Oliv.) Exell & Torre
- Ambrosia maritima L.
- Ammannia auriculata Willd.
- Ammannia baccifera L.
- Ammannia gracilis Guill. & Perr.
- Ammannia prieuriana Guill. & Perr.
- Ammannia senegalensis Lam.
- Amorphophallus abyssinicus (A.Rich.) N.E.Br.
- Amorphophallus aphyllus (Hook.) Hutch.
- Amorphophallus baumannii (Engl.) N.E.Br.
- Amorphophallus dracontioides (Engl.) N.E.Br.
- Amorphophallus johnsonii N.E.Br.
- Ampelocissus africana (Lour.) Merr.
- Ampelocissus leonensis (Hook.f.) Planch.
- Ampelocissus multistriata (Baker) Planch.
- Anacardium occidentale L.
- Anadelphia afzeliana (Rendle) Stapf
- Anadelphia leptocoma (Trin.) Pilg.
- Anadelphia trispiculata Stapf
- Anagallis pumila Sw.
- Ananas comosus (L.) Merr.
- Anchomanes difformis (Blume) Engl.
- Ancylobotrys amoena Hua
- Andira inermis (W.Wright) DC.
- Andropogon africanus Franch.
- Andropogon canaliculatus Schumach.
- Andropogon chevalieri Reznik.
- Andropogon chinensis (Nees) Merr.
- Andropogon fastigiatus Sw.
- Andropogon gayanus Kunth
- Andropogon macrophyllus Stapf
- Andropogon perligulatus Stapf
- Andropogon pinguipes Stapf
- Andropogon pseudapricus Stapf
- Andropogon pteropholis Clayton
- Andropogon schirensis A.Rich.
- Andropogon tectorum Schumach. & Thonn.
- Aneilema lanceolatum Benth.
- Aneilema paludosum A.Chev.
- Aneilema setiferum A.Chev.
- Aneilema umbrosum (Vahl) Kunth
- Annona glauca Schumach. & Thonn.
- Annona muricata L.
- Annona senegalensis Pers.
- Annona squamosa L.
- Anogeissus leiocarpa (DC.) Guill. & Perr.
- Anosporum pectinatus (Vahl) Lye
- Antherotoma irvingiana (Hook.f.) Jacq.-Fél.
- Antherotoma phaeotricha (Hochst.) Jacq.-Fél.
- Antherotoma senegambiensis (Guill. & Perr.) Jacq.-Fél.
- Anthocleista djalonensis A.Chev.
- Anthocleista procera Lepr. ex A.Chev.
- Anthostema senegalense A.Juss.
- Antiaris toxicaria Lesch.
- Anticharis senegalensis (Walp.) Bhandari
- Antidesma rufescens Tul.
- Antidesma venosum E.Mey. ex Tul.
- Apodostigma pallens (Planch. ex Oliv.) R.Wilczek
- Aponogeton subconjugatus Schumach. & Thonn.
- Arachis hypogaea L.
- Argemone mexicana L.
- Argyreia nervosa (Burm.f.) Bojer
- Aristida adscensionis L.
- Aristida funiculata Trin. & Rupr.
- Aristida hordeacea Kunth
- Aristida kerstingii Pilg.
- Aristida mutabilis Trin. & Rupr.
- Aristida rhiniochloa Hochst.
- Aristida sieberiana Trin.
- Aristida stipoides Lam.
- Aristolochia albida Duch.
- Asclepias curassavica L.
- Ascolepis brasiliensis (Kunth) Benth.
- Ascolepis capensis (Kunth) Ridl.
- Ascolepis dipsacoides (Schumach.) J.Raynal
- Ascolepis protea Welw.
- Asparagus africanus Lam.
- Asparagus flagellaris (Kunth) Baker
- Asparagus schroederi Engl.
- Aspidoglossum interruptum (E.Mey.) Bullock
- Aspilia africana (Pers.) C.D.Adams
- Aspilia angustifolia Oliv. & Hiern
- Aspilia bussei O.Hoffm. & Muschl.
- Aspilia ciliata (Schumach.) Wild
- Aspilia helianthoides (Schumach. & Thonn.) Oliv. & Hiern
- Aspilia kotschyi (Sch.Bip.) Oliv.
- Aspilia paludosa Berhaut
- Aspilia rudis Oliv. & Hiern
- Astraea lobata (L.) Klotzsch
- Asystasia gangetica (L.) T.Anderson
- Averrhoa carambola L.
- Azadirachta indica A.Juss.
- Azolla africana Desv.
- Bacopa crenata (P.Beauv.) Hepper
- Bacopa decumbens (Fernald) F.N.Williams
- Bacopa floribunda (R.Br.) Wettst.
- Bacopa hamiltoniana (Benth.) Wettst.
- Bacopa occultans (Hiern) Hutch. & Dalziel
- Baissea multiflora A.DC.
- Bakerophyton lateritium (Harms) Hutch. ex Maheshw.
- Bakerophyton pulchellum (Planch. ex Baker) Maheshw.
- Balanites aegyptiaca (L.) Delile
- Bambusa vulgaris Schrad. ex J.C.Wendl.
- Barleria lupulina Lindl.
- Barleria ruellioides T.Anderson
- Basella alba L.
- Basilicum polystachyon (L.) Moench
- Batopedina tenuis (A.Chev. ex Hutch. & Dalziel) Verdc.
- Bauhinia monandra Kurz
- Bauhinia purpurea L.
- Bauhinia rufescens Lam.
- Becium obovatum (E.Mey. ex Benth.) N.E.Br.
- Bergia ammannioides Roxb. ex Roth
- Bergia capensis L.
- Bergia suffruticosa (Delile) Fenzl
- Berlinia grandiflora (Vahl) Hutch. & Dalziel
- Bidens barteri (Oliv. & Hiern) T.G.J.Rayner
- Bidens bipinnata L.
- Bidens biternata (Lour.) Merr. & Sherff
- Bidens borianiana (Sch.Bip. ex Schweinf. & Asch.) Cufod.
- Bidens engleri O.E.Schulz
- Bidens pilosa L.
- Biophytum umbraculum Welw.
- Bixa orellana L.
- Blainvillea acmella (L.) Philipson
- Blainvillea gayana Cass.
- Blepharis linariifolia Pers.
- Blepharis maderaspatensis (L.) B.Heyne ex Roth
- Blighia sapida K.D.Koenig
- Blumea adamsii J.-P.Lebrun & Stork
- Blumea axillaris (Lam.) DC.
- Blumea crispata (Vahl) Merxm.
- Blumea heudelotii (C.D.Adams) Lisowski
- Blumea oloptera DC.
- Bobgunnia madagascariensis (Desv.) J.H.Kirkbr. & Wiersema
- Boerhavia coccinea Mill.
- Boerhavia diffusa L.
- Boerhavia erecta L.
- Boerhavia repens L.
- Bolbitis heudelotii (Fee) Alston
- Bombax costatum Pellegr. & Vuill.
- Borassus aethiopum Mart.
- Borassus akeassii Bayton, Ouédr. & Guinko
- Borreria ocymoides (Burm.f.) DC.
- Boscia angustifolia A.Rich.
- Boscia salicifolia Oliv.
- Boscia senegalensis (Pers.) Lam.
- Boswellia dalzielii Hutch.
- Bothriochloa bladhii (Retz.) S.T.Blake
- Bougainvillea glabra Choisy
- Bougainvillea spectabilis Willd.
- Brachiaria brizantha (A.Rich.) Stapf
- Brachiaria deflexa (Schumach.) C.E.Hubb. ex Robyns
- Brachiaria falcifera (Trin.) Stapf
- Brachiaria lata (Schumach.) C.E.Hubb.
- Brachiaria mutica (Forssk.) Stapf
- Brachiaria orthostachys (Mez) Clayton
- Brachiaria plantaginea (Link) Hitchc.
- Brachiaria ramosa (L.) Stapf
- Brachiaria serrata (Thunb.) Stapf
- Brachiaria stigmatisata (Mez) Stapf
- Brachiaria villosa (Lam.) A.Camus
- Brachiaria xantholeuca (Hack.) Stapf
- Brachyachne obtusiflora (Benth.) C.E.Hubb.
- Brachycorythis macrantha (Lindl.) Summerh.
- Brachycorythis pubescens Harv.
- Brachystelma medusanthemum J.-P.Lebrun & Stork
- Brachystelma simplex Schltr.
- Brassica oleracea L.
- Breonadia salicina (Vahl) Hepper & J.R.I.Wood
- Bridelia ferruginea Benth.
- Bridelia micrantha (Hochst.) Baill.
- Bridelia scleroneura Müll.Arg.
- Bridelia speciosa Müll.Arg.
- Buchnera bowalensis A.Chev.
- Buchnera capitata Benth.
- Buchnera hispida Buch.-Ham. ex D.Don
- Buchnera leptostachya Benth.
- Bulbostylis abortiva (Steud.) C.B.Clarke
- Bulbostylis barbata (Rottb.) C.B.Clarke
- Bulbostylis boeckeleriana (Schweinf.) Beetle
- Bulbostylis cioniana (Savi) Lye
- Bulbostylis coleotricha (Hochst. ex A.Rich.) C.B.Clarke
- Bulbostylis densa (Wall.) Hand.-Mazz.
- Bulbostylis filamentosa (Vahl) C.B.Clarke
- Bulbostylis fimbristyloides C.B.Clarke
- Bulbostylis hispidula (Vahl) R.W.Haines
- Bulbostylis pilosa (Willd.) Cherm.
- Bulbostylis pusilla (Hochst. ex A.Rich.) C.B.Clarke
- Bulbostylis scabricaulis Cherm.
- Bulbostylis viridecarinata (De Wild.) Goetgh.
- Burkea africana Hook.
- Burnatia enneandra Micheli
- Butomopsis latifolia (D.Don) Kunth
- Byrsanthus brownii Guill.
- Cadaba farinosa Forssk.
- Cadaba glandulosa Forssk.
- Caesalpinia pulcherrima (L.) Sw.
- Cajanus cajan (L.) Millsp.
- Cajanus kerstingii Harms
- Caladium bicolor (Aiton) Vent.
- Calamus deerratus G.Mann & H.Wendl.
- Caldesia reniformis (D.Don) Makino
- Calopogonium mucunoides Desv.
- Calotropis procera (Aiton) R.Br.
- Calyptrochilum christyanum (Rchb.f.) Summerh.
- Calyptrochilum emarginatum (Sw.) Schltr.
- Campylospermum flavum (Schumach. & Thonn.) Farron
- Campylospermum glaberrimum (P.Beauv.) Farron
- Campylospermum squamosum (DC.) Farron
- Canarium schweinfurthii Engl.
- Canavalia africana Dunn
- Canavalia ensiformis (L.) DC.
- Canscora decussata (Roxb.) Roem. & Schult.
- Canscora diffusa (Vahl) R.Br. ex Roem. & Schult.
- Caperonia serrata (Turcz.) C.Presl
- Capparis erythrocarpos Isert
- Capparis fascicularis DC.
- Capparis sepiaria L.
- Capparis tomentosa Lam.
- Capsicum annuum L.
- Capsicum chinense Jacq.
- Capsicum frutescens L.
- Caralluma adscendens (Roxb.) Haw.
- Carapa procera DC.
- Cardiospermum halicacabum L.
- Carica papaya L.
- Carissa edulis (Forssk.) Vahl
- Caryota mitis Lour.
- Cascabela thevetia (L.) Lippold
- Cassia absus L.
- Cassia alata L.
- Cassia hirsuta L.
- Cassia italica (Mill.) Lam. ex F.W.Andrews
- Cassia kirkii Oliv.
- Cassia nigricans Vahl
- Cassia obtusifolia L.
- Cassia occidentalis L.
- Cassia podocarpa Guill. & Perr.
- Cassia siamea Lam.
- Cassia sieberiana DC.
- Cassia singueana Delile
- Cassia surattensis Burm.f.
- Cassipourea congoensis DC.
- Cassytha filiformis L.
- Casuarina equisetifolia L.
- Catharanthus roseus (L.) G.Don
- Cayratia debilis (Baker) Suess.
- Cayratia delicatula (Willems) Desc.
- Cayratia gracilis (Guill. & Perr.) Suess.
- Ceiba pentandra (L.) Gaertn.
- Celosia argentea L.
- Celosia trigyna L.
- Celtis toka (Forssk.) Hepper & J.R.I.Wood
- Cenchrus biflorus Roxb.
- Cenchrus ciliaris L.
- Cenchrus prieurii (Kunth) Maire
- Centaurea praecox Oliv. & Hiern
- Centaurea senegalensis DC.
- Centella asiatica (L.) Urb.
- Centrosema pubescens Benth.
- Centrostachys aquatica (R.Br.) Wall.
- Ceratophyllum demersum L.
- Ceratopteris cornuta (P.Beauv.) Lepr.
- Ceratotheca sesamoides Endl.
- Ceropegia campanulata G.Don
- Ceropegia deightonii Hutch. & Dalziel
- Ceropegia fusiformis N.E.Br.
- Ceropegia nilotica Kotschy
- Ceropegia racemosa N.E.Br.
- Ceropegia rhynchantha Schltr.
- Ceropegia sankuruensis Schltr.
- Ceruana pratensis Forssk.
- Chamaecrista pratensis (R.Vig.) Du Puy
- Chascanum laetum Walp.
- Chasmanthera dependens Hochst.
- Chasmopodium caudatum (Hack.) Stapf
- Chionanthus niloticus (Oliv.) Stearn
- Chloris barbata Sw.
- Chloris pilosa Schumach.
- Chloris robusta Stapf
- Chloris virgata Sw.
- Chlorophytum blepharophyllum Schweinf. ex Baker
- Chlorophytum caulescens (Baker) Marais & Reilly
- Chlorophytum gallabatense Schweinf. ex Baker
- Chlorophytum geophilum Peter ex Poelln.
- Chlorophytum lancifolium Baker
- Chlorophytum laxum R.Br.
- Chlorophytum limosum (Baker) Nordal
- Chlorophytum macrophyllum (A.Rich.) Asch.
- Chlorophytum nzii A.Chev. ex Hepper
- Chlorophytum orchidastrum Lindl.
- Chlorophytum polystachys Baker
- Chlorophytum pusillum Schweinf. ex Baker
- Chlorophytum senegalense (Baker) Hepper
- Chlorophytum stenopetalum Baker
- Christiana africana DC.
- Chrozophora brocchiana (Vis.) Schweinf.
- Chrozophora plicata (Vahl) A.Juss. ex Spreng.
- Chrozophora senegalensis (Lam.) A.Juss. ex Spreng.
- Chrysanthellum indicum DC.
- Chrysochloa hindsii C.E.Hubb.
- Chrysopogon aciculatus (Retz.) Trin.
- Chrysopogon nigritanus (Benth.) Veldkamp
- Cienfuegosia digitata Cav.
- Cienfuegosia heteroclada Sprague
- Cissampelos mucronata A.Rich.
- Cissus aralioides (Baker) Planch.
- Cissus arguta Hook.f.
- Cissus cornifolia (Baker) Planch.
- Cissus corylifolia (Baker) Planch.
- Cissus diffusiflora (Baker) Planch.
- Cissus doeringii Gilg & M.Brandt
- Cissus palmatifida (Baker) Planch.
- Cissus petiolata Hook.f.
- Cissus polyantha Gilg & M.Brandt
- Cissus populnea Guill. & Perr.
- Cissus producta Afzel.
- Cissus quadrangularis L.
- Cissus rubiginosa (Welw. ex Baker) Planch.
- Cissus rufescens Guill. & Perr.
- Citrullus colocynthis (L.) Schrad.
- Citrullus lanatus (Thunb.) Matsum. & Nakai
- Citrus aurantium L.
- Citrus limon (L.) Burm.f.
- Citrus reticulata Blanco
- Clappertonia ficifolia (Willd.) Decne.
- Cleistopholis patens (Benth.) Engl. & Diels
- Clematis hirsuta Guill. & Perr.
- Cleome gynandra L.
- Cleome monophylla L.
- Cleome polyanthera Schweinf. & Gilg
- Cleome scaposa DC.
- Cleome tenella L.
- Cleome viscosa L.
- Clerodendrum capitatum (Willd.) Schumach.
- Clerodendrum polycephalum Baker
- Clerodendrum thyrsoideum Gürke
- Clitoria ternatea L.
- Cochlospermum planchonii Hook.f.
- Cochlospermum tinctorium Perr. ex A.Rich.
- Cocos nucifera L.
- Codiaeum variegatum (L.) A.Juss.
- Coelorachis afraurita (Stapf) Stapf
- Coffea ebracteolata (Hiern) Brenan
- Cola cordifolia (Cav.) R.Br.
- Cola gigantea A.Chev.
- Cola laurifolia Mast.
- Cola nitida (Vent.) Schott & Endl.
- Coldenia procumbens L.
- Colocasia esculenta (L.) Schott
- Combretum aculeatum Vent.
- Combretum acutum M.A.Lawson
- Combretum adenogonium Steud. ex A.Rich.
- Combretum collinum Fresen.
- Combretum glutinosum Perr. ex DC.
- Combretum indicum (L.) Jongkind
- Combretum lecardii Engl. & Diels
- Combretum micranthum G.Don
- Combretum molle R.Br. ex G.Don
- Combretum nigricans Lepr. ex Guill. & Perr.
- Combretum nioroense Aubrév. ex Keay
- Combretum paniculatum Vent.
- Combretum racemosum P.Beauv.
- Combretum sericeum G.Don
- Combretum tomentosum G.Don
- Commelina africana L.
- Commelina aspera Benth.
- Commelina benghalensis L.
- Commelina bracteosa Hassk.
- Commelina diffusa Burm.f.
- Commelina erecta L.
- Commelina forsskaolii Vahl
- Commelina lagosensis C.B.Clarke
- Commelina nigritana Benth.
- Commelina subulata Roth
- Commicarpus helenae (Schult.) Meikle
- Commiphora africana (A.Rich.) Engl.
- Commiphora pedunculata (Kotschy & Peyr.) Engl.
- Convolvulus prostratus Forssk.
- Corallocarpus epigaeus (Rottler) C.B.Clarke
- Corchorus aestuans L.
- Corchorus fascicularis Lam.
- Corchorus olitorius L.
- Corchorus tridens L.
- Corchorus trilocularis L.
- Cordia myxa L.
- Cordia sebestena L.
- Cordia sinensis Lam.
- Cordyla pinnata (Lepr. ex A.Rich.) Milne-Redh.
- Costus afer Ker Gawl.
- Costus lucanusianus J.Braun & K.Schum.
- Costus spectabilis (Fenzl) K.Schum.
- Craterostigma plantagineum Hochst.
- Crateva adansonii DC.
- Cremaspora triflora (Thonn.) K.Schum.
- Crepidorhopalon debilis (Skan) Eb.Fisch.
- Crepidorhopalon spicatus (Engl.) Eb.Fisch.
- Crescentia cujete L.
- Crinum distichum Herb.
- Crinum nubicum Hannibal
- Crinum ornatum (L.f. ex Aiton) Bury
- Crossopteryx febrifuga (Afzel. ex G.Don) Benth.
- Crotalaria arenaria Benth.
- Crotalaria atrorubens Hochst. ex Benth.
- Crotalaria barkae Schweinf.
- Crotalaria bongensis Baker f.
- Crotalaria calycina Schrank
- Crotalaria cephalotes Steud. ex A.Rich.
- Crotalaria cleomifolia Welw. ex Baker
- Crotalaria comosa Baker
- Crotalaria confusa Hepper
- Crotalaria cylindrocarpa DC.
- Crotalaria deightonii Hepper
- Crotalaria ebenoides (Guill. & Perr.) Walp.
- Crotalaria glauca Willd.
- Crotalaria goreensis Guill. & Perr.
- Crotalaria graminicola Taub. ex Baker f.
- Crotalaria hyssopifolia Klotzsch
- Crotalaria juncea L.
- Crotalaria lachnosema Stapf
- Crotalaria lathyroides Guill. & Perr.
- Crotalaria leprieurii Guill. & Perr.
- Crotalaria macrocalyx Benth.
- Crotalaria microcarpa Hochst. ex Benth.
- Crotalaria naragutensis Hutch.
- Crotalaria ochroleuca G.Don
- Crotalaria ononoides Benth.
- Crotalaria pallida Aiton
- Crotalaria perrottetii DC.
- Crotalaria podocarpa DC.
- Crotalaria pseudotenuirama Torre
- Crotalaria retusa L.
- Crotalaria senegalensis (Pers.) Bacle ex DC.
- Crotalaria trichotoma Bojer
- Croton gratissimus Burch.
- Croton hirtus L'Hér.
- Croton nigritanus Scott-Elliot
- Croton pseudopulchellus Pax
- Croton scarciesii Scott-Elliot
- Cryptolepis oblongifolia (Meisn.) Schltr.
- Cryptolepis sanguinolenta (Lindl.) Schltr.
- Cryptostegia grandiflora R.Br. ex Lindl.
- Ctenium canescens Benth.
- Ctenium elegans Kunth
- Ctenium newtonii Hack.
- Ctenium villosum Berhaut
- Ctenolepis cerasiformis (Stocks) Hook.f.
- Cucumis anguria L.
- Cucumis maderaspatanus L.
- Cucumis melo L.
- Cucumis metuliferus E.Mey. ex Naudin
- Cucumis prophetarum L.
- Cucumis sativus L.
- Cucurbita pepo L.
- Culcasia saxatilis A.Chev.
- Curculigo pilosa (Schumach. & Thonn.) Engl.
- Cuscuta australis R.Br.
- Cuscuta campestris Yunck.
- Cussonia arborea Hochst. ex A.Rich.
- Cyamopsis senegalensis Guill. & Perr.
- Cyanotis angusta C.B.Clarke
- Cyanotis caespitosa Kotschy & Peyr.
- Cyanotis lanata Benth.
- Cyanotis longifolia Benth.
- Cyanthillium cinereum (L.) H.Rob. (Vernonia cinerea)
- Cyathula achyranthoides (Kunth) Moq.
- Cyathula prostrata (L.) Blume
- Cycas revoluta Thunb.
- Cyclocarpa stellaris Afzel. ex Baker
- Cycnium tubulosum (L.f.) Engl.
- Cymbopogon caesius (Nees ex Hook. & Arn.) Stapf
- Cymbopogon schoenanthus (L.) Spreng.
- Cynanchum hastifolium K.Schum.
- Cynodon dactylon (L.) Pers.
- Cyperus alopecuroides Rottb.
- Cyperus amabilis Vahl
- Cyperus articulatus L.
- Cyperus compressus L.
- Cyperus conglomeratus Rottb.
- Cyperus cuspidatus Kunth
- Cyperus denudatus L.f.
- Cyperus difformis L.
- Cyperus digitatus Roxb.
- Cyperus dilatatus Schumach. & Thonn.
- Cyperus distans L.f.
- Cyperus dives Delile
- Cyperus esculentus L.
- Cyperus exaltatus Retz.
- Cyperus haspan L.
- Cyperus imbricatus Retz.
- Cyperus incompressus C.B.Clarke
- Cyperus iria L.
- Cyperus jeminicus Rottb.
- Cyperus karlschumannii C.B.Clarke
- Cyperus longus L.
- Cyperus maculatus Boeckeler
- Cyperus margaritaceus Vahl
- Cyperus niveus Retz.
- Cyperus podocarpus Boeckeler
- Cyperus procerus Rottb.
- Cyperus pulchellus R.Br.
- Cyperus pustulatus Vahl
- Cyperus reduncus Hochst. ex Boeckeler
- Cyperus remotispicatus S.S.Hooper
- Cyperus rotundus L.
- Cyperus sphacelatus Rottb.
- Cyperus submicrolepis Kük.
- Cyperus tenuiculmis Boeckeler
- Cyperus tenuispica Steud.
- Cyperus zollingeri Steud.
- Cyphostemma adenocaule (Steud. ex A.Rich.) Desc. ex Wild & R.B.Drumm.
- Cyphostemma crotalarioides (Planch.) Desc. ex Wild & R.B.Drumm.
- Cyphostemma cymosum (Schumach. & Thonn.) Desc.
- Cyphostemma flavicans (Baker) Desc.
- Cyphostemma junceum (Webb) Wild & R.B.Drumm.
- Cyphostemma lageniflorum (Gilg & M.Brandt) Desc.
- Cyphostemma sokodense (Gilg & M.Brandt) Desc.
- Cyphostemma vogelii (Hook.f.) Desc.
- Cyphostemma waterlotii (A.Chev.) Desc.
- Dactyloctenium aegyptium (L.) Willd.
- Dalbergia bignonae Berhaut
- Dalbergia hostilis Benth.
- Dalbergia melanoxylon Guill. & Perr.
- Dalbergia saxatilis Hook.f.
- Dalbergia sissoo Roxb. ex. DC.
- Dalechampia scandens L.
- Daniellia oliveri (Rolfe) Hutch. & Dalziel
- Datura inoxia Mill.
- Delonix regia (Bojer ex Hook.) Raf.
- Desmidorchis acutangula Decne.
- Desmodium adscendens (Sw.) DC.
- Desmodium barbatum (L.) Benth.
- Desmodium gangeticum (L.) DC.
- Desmodium hirtum Guill. & Perr.
- Desmodium laxiflorum DC.
- Desmodium linearifolium G.Don
- Desmodium ospriostreblum Chiov.
- Desmodium salicifolium (Poir.) DC.
- Desmodium setigerum (E.Mey.) Benth. ex Harv.
- Desmodium tortuosum (Sw.) DC.
- Desmodium velutinum (Willd.) DC.
- Detarium microcarpum Guill. & Perr.
- Detarium senegalense J.F.Gmel.
- Dialium guineense Willd.
- Dichrostachys cinerea (L.) Wight & Arn.
- Dicliptera paniculata (Forssk.) I.Darbysh.
- Dicliptera verticillata (Forssk.) C.Chr.
- Dicoma tomentosa Cass.
- Digitaria argillacea (Hitchc. & Chase) Fernald
- Digitaria ciliaris (Retz.) Koeler
- Digitaria debilis (Desf.) Willd.
- Digitaria delicata Goetgh.
- Digitaria delicatula Stapf
- Digitaria diagonalis (Nees) Stapf
- Digitaria exilis (Kippist) Stapf
- Digitaria gayana (Kunth) A.Chev. ex Stapf
- Digitaria horizontalis Willd.
- Digitaria leptorhachis (Pilg.) Stapf
- Digitaria longiflora (Retz.) Pers.
- Digitaria ternata (A.Rich.) Stapf
- Digitaria velutina (Forssk.) P.Beauv.
- Diheteropogon amplectens (Nees) Clayton
- Diheteropogon hagerupii Hitchc.
- Dinebra retroflexa (Vahl) Panz.
- Dioscorea abyssinica Hochst. ex Kunth
- Dioscorea alata L.
- Dioscorea bulbifera L.
- Dioscorea cayenensis Lam.
- Dioscorea dumetorum (Kunth) Pax
- Dioscorea esculenta (Lour.) Burkill
- Dioscorea hirtiflora Benth.
- Dioscorea minutiflora Engl.
- Dioscorea praehensilis Benth.
- Dioscorea quartiniana A.Rich.
- Dioscorea sagittifolia Pax
- Dioscorea schimperiana Hochst. ex Kunth
- Dioscorea smilacifolia De Wild.
- Dioscorea togoensis R.Knuth
- Diospyros abyssinica (Hiern) F.White
- Diospyros elliotii (Hiern) F.White
- Diospyros ferrea (Willd.) Bakh.
- Diospyros mespiliformis Hochst. ex A.DC.
- Dipcadi longifolium (Lindl.) Baker
- Diplacrum africanum (Benth.) C.B.Clarke
- Dissomeria crenata Hook.f. ex Benth.
- Dissotis thollonii Cogn. ex Büttner
- Dodonaea viscosa Jacq.
- Dombeya buettneri K.Schum.
- Dombeya quinqueseta (Delile) Exell
- Dopatrium junceum (Roxb.) Buch.-Ham. ex Benth.
- Dopatrium longidens Skan
- Dopatrium macranthum Oliv.
- Dopatrium senegalense Benth.
- Dorstenia cuspidata Hochst. ex A.Rich.
- Doryopteris kirkii (Hook.) Alston
- Dregea abyssinica (Hochst.) K.Schum.
- Drimia altissima (L.f.) Ker Gawl.
- Drimia indica (Roxb.) Jessop
- Drosera indica L.
- Drypetes floribunda (Müll.Arg.) Hutch.
- Duranta erecta L.
- Dyschoriste heudelotiana (Nees) Kuntze
- Dyschoriste nagchana (Nees) Bennet
- Echinochloa callopus (Pilg.) Clayton
- Echinochloa colona (L.) Link
- Echinochloa crus-galli (L.) P.Beauv.
- Echinochloa pyramidalis (Lam.) Hitchc. & Chase
- Echinochloa stagnina (Retz.) P.Beauv.
- Echinops longifolius A.Rich.
- Eclipta prostrata (L.) L.
- Eichhornia crassipes (Mart.) Solms
- Eichhornia natans (P.Beauv.) Solms
- Ekebergia capensis Sparrm.
- Elaeis guineensis Jacq.
- Eleocharis acutangula (Roxb.) Schult.
- Eleocharis atropurpurea (Retz.) C.Presl
- Eleocharis complanata Boeckeler
- Eleocharis dulcis (Burm.f.) Trin. ex Hensch.
- Eleocharis geniculata (L.) Roem. & Schult.
- Eleocharis mutata (L.) Roem. & Schult.
- Eleocharis setifolia (A.Rich.) J.Raynal
- Eleocharis variegata (Poir.) C.Presl
- Elephantopus mollis Kunth
- Elephantopus senegalensis (Klatt) Oliv. & Hiern
- Eleusine coracana (L.) Gaertn.
- Eleusine indica (L.) Gaertn.
- Eleutheranthera ruderalis (Sw.) Sch.Bip.
- Elionurus ciliaris Kunth
- Elionurus elegans Kunth
- Elionurus euchaetus Adjan. & Clayton
- Elionurus hirtifolius Hack.
- Elionurus muticus (Spreng.) Kuntze
- Elymandra androphila (Stapf) Stapf
- Elymandra gossweileri (Stapf) Clayton
- Elytraria marginata Vahl
- Elytrophorus spicatus (Willd.) A.Camus
- Embelia guineensis Baker
- Embelia rowlandii Gilg
- Endostemon tereticaulis (Poir.) M.Ashby
- Englerastrum schweinfurthii Briq.
- Englerina lecardii (Engl.) Balle
- Entada abyssinica Steud. ex A.Rich.
- Entada africana Guill. & Perr.
- Entada wahlbergii Harv.
- Enteropogon prieurii (Kunth) Clayton
- Enteropogon rupestris (J.A.Schmidt) A.Chev.
- Enydra fluctuans Lour.
- Eragrostis aegyptiaca (Willd.) Delile
- Eragrostis amabilis (L.) Wight & Arn.
- Eragrostis aspera (Jacq.) Nees
- Eragrostis atrovirens (Desf.) Trin. ex Steud.
- Eragrostis barteri C.E.Hubb.
- Eragrostis cilianensis (All.) Vignolo ex Janch.
- Eragrostis ciliaris (L.) R.Br.
- Eragrostis domingensis (Pers.) Steud.
- Eragrostis dumasiana A.Chev.
- Eragrostis egregia Clayton
- Eragrostis elegantissima Chiov.
- Eragrostis gangetica (Roxb.) Steud.
- Eragrostis japonica (Thunb.) Trin.
- Eragrostis lingulata Clayton
- Eragrostis pilosa (L.) P.Beauv.
- Eragrostis squamata (Lam.) Steud.
- Eragrostis superba Peyr.
- Eragrostis tremula Hochst. ex Steud.
- Eragrostis turgida (Schumach.) De Wild.
- Eriocaulon afzelianum Wikstr. ex Körn.
- Eriocaulon cinereum R.Br.
- Eriocaulon latifolium Sm.
- Eriocaulon nigericum Meikle
- Eriocaulon plumale N.E.Br.
- Eriocaulon pulchellum Körn.
- Eriocaulon togoense Moldenke
- Eriochloa fatmensis (Hochst. & Steud.) Clayton
- Eriocoelum kerstingii Gilg ex Engl.
- Eriosema afzelii Baker
- Eriosema andohii Milne-Redh.
- Eriosema glomeratum (Guill. & Perr.) Hook.f.
- Eriosema griseum Baker
- Eriosema macrostipulum Baker f.
- Eriosema molle Hutch. ex Milne-Redh.
- Eriosema pellegrinii Tisser.
- Eriosema psoraloides (Lam.) G.Don
- Eriosema pulcherrimum Taub.
- Eriosema sacleuxii Tisser.
- Eriospermum flagelliforme (Baker) J.C.Manning
- Erythrina senegalensis A.DC.
- Erythrina sigmoidea Hua
- Erythrophleum africanum (Welw. ex Benth.) Harms
- Erythrophleum suaveolens (Guill. & Perr.) Brenan
- Erythroxylum emarginatum Thonn.
- Ethulia conyzoides L.f.
- Eucalyptus camaldulensis Dehnh.
- Eucalyptus torreliana F.Muell.
- Euclasta condylotricha (Hochst. ex Steud.) Stapf
- Eugenia nigerina A.Chev.
- Eulophia angolensis (Rchb.f.) Summerh.
- Eulophia cristata (Sw.) Steud.
- Eulophia guineensis Lindl.
- Eulophia juncifolia Summerh.
- Euphorbia baga A.Chev.
- Euphorbia balsamifera Aiton
- Euphorbia convolvuloides Hochst. ex Benth.
- Euphorbia cotinifolia L.
- Euphorbia forskalii J.Gay
- Euphorbia glomerifera (Millsp.) L.C.Wheeler
- Euphorbia heterophylla L.
- Euphorbia hirta L.
- Euphorbia hypericifolia L.
- Euphorbia hyssopifolia L.
- Euphorbia inaequilatera Sond.
- Euphorbia kerstingii Pax
- Euphorbia macrophylla Pax
- Euphorbia paganorum A.Chev.
- Euphorbia poissoni Pax
- Euphorbia polycnemoides Hochst. ex Boiss.
- Euphorbia prostrata Aiton
- Euphorbia pulcherrima Willd. ex Klotzsch
- Euphorbia scordifolia Jacq.
- Euphorbia serpens Kunth
- Euphorbia sudanica A.Chev.
- Euphorbia thymifolia L.
- Euphorbia tirucalli L.
- Euphorbia unispina N.E.Br.
- Euploca ovalifolia (Forssk.) Diane & Hilger
- Euploca strigosa (Willd.) Diane & Hilger
- Evolvulus alsinoides (L.) L.
- Evolvulus nummularius (L.) L.
- Excoecaria grahamii Stapf
- Excoecaria guineensis (Benth.) Müll.Arg.
- Fadogia agrestis Schweinf. ex Hiern
- Fadogia andersonii Robyns
- Fadogia cienkowskii Schweinf.
- Fadogia erythrophloea (K.Schum. & K.Krause) Hutch. & Dalziel
- Fadogia pobeguinii Pobeg.
- Fadogia tetraquetra K.Krause
- Faidherbia albida (Delile) A.Chev.
- Faroa pusilla Baker
- Farsetia stenoptera Hochst.
- Feretia apodanthera Delile
- Ficus abutilifolia (Miq.) Miq.
- Ficus artocarpoides Warb.
- Ficus asperifolia Miq.
- Ficus capreifolia Delile
- Ficus carica L.
- Ficus cordata Thunb.
- Ficus craterostoma Warb. ex Mildbr. & Burret
- Ficus dicranostyla Mildbr.
- Ficus elasticoides De Wild.
- Ficus exasperata Vahl
- Ficus glumosa Delile
- Ficus ingens (Miq.) Miq.
- Ficus lutea Vahl.
- Ficus natalensis Hochst.
- Ficus ovata Vahl
- Ficus platyphylla Delile
- Ficus polita Vahl
- Ficus populifolia Vahl
- Ficus scott-elliotii Mildbr. & Burret
- Ficus sur Forssk.
- Ficus sycomorus L.
- Ficus thonningii Blume
- Ficus trichopoda Baker
- Ficus umbellata Vahl
- Ficus vallis-choudae Delile
- Ficus vogeliana (Miq.) Miq.
- Fimbristylis alboviridis C.B.Clarke
- Fimbristylis barteri Boeckeler
- Fimbristylis bisumbellata (Forssk.) Bubani
- Fimbristylis debilis Steud.
- Fimbristylis dichotoma (L.) Vahl
- Fimbristylis ferruginea (L.) Vahl
- Fimbristylis littoralis Gand.
- Fimbristylis microcarya F.Muell.
- Fimbristylis pilosa (Poir.) Vahl
- Fimbristylis quinquangularis (Vahl) Kunth
- Fimbristylis scabrida Schumach.
- Fimbristylis striolata Napper
- Flabellaria paniculata Cav.
- Flacourtia indica (Burm.f.) Merr.
- Flemingia faginea (Guill. & Perr.) Baker
- Floscopa africana (P.Beauv.) C.B.Clarke
- Floscopa axillaris (Poir.) C.B.Clarke
- Floscopa flavida C.B.Clarke
- Floscopa glomerata (Willd. ex Schult. & Schult.f.) Hassk.
- Flueggea virosa (Roxb. ex Willd.) Voigt
- Fuirena ciliaris (L.) Roxb.
- Fuirena leptostachya Oliv.
- Fuirena stricta Steud.
- Fuirena umbellata Rottb.
- Gaertnera paniculata Benth.
- Garcinia livingstonei T.Anderson
- Garcinia ovalifolia Oliv.
- Gardenia aqualla Stapf & Hutch.
- Gardenia erubescens Stapf & Hutch.
- Gardenia imperialis K.Schum.
- Gardenia nitida Hook.
- Gardenia sokotensis Hutch.
- Gardenia ternifolia Schumach. & Thonn.
- Genlisea africana Oliv.
- Geophila repens (L.) I.M.Johnst.
- Gisekia pharnaceoides L.
- Gladiolus atropurpureus Baker
- Gladiolus dalenii Van Geel
- Gladiolus gregarius Welw. ex Baker
- Gladiolus oligophlebius Baker
- Glinus lotoides L.
- Glinus oppositifolius (L.) Aug.DC.
- Glinus radiatus (Ruíz & Pav.) Rohrb.
- Gliricidia sepium (Jacq.) Walp.
- Gloriosa simplex L.
- Gloriosa superba L.
- Glossonema boveanum (Decne.) Decne.
- Gmelina arborea Roxb.
- Gnidia kraussiana Meisn.
- Gomphrena celosioides Mart.
- Gomphrena globosa L.
- Gongronema latifolium Benth.
- Gongronema obscurum Bullock
- Gossypium anomalum Wawra ex Wawra & Peyr.
- Gossypium barbadense L.
- Gossypium herbaceum L.
- Gossypium hirsutum L.
- Grangea ceruanoides Cass.
- Grangea maderaspatana (L.) Desf.
- Grewia barteri Burret
- Grewia bicolor Juss.
- Grewia carpinifolia Juss.
- Grewia cissoides Hutch. & Dalziel
- Grewia flavescens Juss.
- Grewia lasiodiscus K.Schum.
- Grewia mollis Juss.
- Grewia tenax (Forssk.) Fiori
- Grewia villosa Willd.
- Guibourtia copallifera Benn.
- Guiera senegalensis J.F.Gmel.
- Gymnema sylvestre (Retz.) Schult.
- Gymnosporia senegalensis (Lam.) Loes.
- Habenaria armatissima Rchb.f.
- Habenaria bongensium Rchb.f.
- Habenaria ichneumonea (Sw.) Lindl.
- Habenaria lecardii Kraenzl.
- Habenaria longirostris Summerh.
- Habenaria procera (Sw. ex Pers.) Lindl.
- Habenaria zambesina Rchb. f.
- Hackelochloa granularis (L.) Kuntze
- Haematostaphis barteri Hook.f.
- Harungana madagascariensis Lam. ex Poir.
- Haumaniastrum caeruleum (Oliv.) P.A.Duvign. & Plancke
- Heliotropium bacciferum Forssk.
- Heliotropium crispum Desf.
- Heliotropium indicum L.
- Heliotropium zeylanicum (Burm.f.) Lam.
- Herderia truncata Cass.
- Hermannia tigrensis Hochst. ex A.Rich.
- Heteranthera callifolia Rchb. ex Kunth
- Heteropogon contortus (L.) Roem. & Schult.
- Heteropogon melanocarpus (Elliott) Benth.
- Hexalobus monopetalus (A.Rich.) Engl. & Diels
- Hibiscus articulatus Hochst. ex A.Rich.
- Hibiscus cannabinus L.
- Hibiscus congestiflorus Hochr.
- Hibiscus diversifolius Jacq.
- Hibiscus gourmania Hutch. & Dalziel
- Hibiscus lobatus (Murray) Kuntze
- Hibiscus longisepalus Hochr.
- Hibiscus mechowii Garcke
- Hibiscus micranthus L.f.
- Hibiscus owariensis P.Beauv.
- Hibiscus panduriformis Burm.f.
- Hibiscus physaloides Guill. & Perr.
- Hibiscus rosa-sinensis L.
- Hibiscus rostellatus Guill. & Perr.
- Hibiscus sabdariffa L.
- Hibiscus schizopetalus (Mast.) Hook.f.
- Hibiscus scotellii Baker f.
- Hibiscus sidiformis Baill.
- Hibiscus squamosus Hochr.
- Hibiscus sterculiifolius (Guill. & Perr.) Steud.
- Hibiscus trionum L.
- Hibiscus whytei Stapf
- Holarrhena floribunda (G.Don) T.Durand & Schinz
- Hoslundia opposita Vahl
- Hybanthus enneaspermus (L.) F.Muell.
- Hydrolea floribunda Kotschy & Peyr.
- Hydrolea macrosepala A.W.Benn.
- Hydrolea palustris (Aubl.) Raeusch.
- Hygrophila africana (T.Anderson) Heine
- Hygrophila auriculata (Schumach.) Heine
- Hygrophila niokoloensis Berhaut
- Hygrophila odora (Nees) T.Anderson
- Hygrophila pobeguinii Benoist
- Hygrophila senegalensis (Nees) T.Anderson
- Hymenocardia acida Tul.
- Hymenocardia heudelotii Müll.Arg.
- Hymenocardia lyrata Tul.
- Hyparrhenia bagirmica (Stapf) Stapf
- Hyparrhenia barteri (Hack.) Stapf
- Hyparrhenia bracteata (Humb. & Bonpl. ex Willd.) Stapf
- Hyparrhenia cyanescens (Stapf) Stapf
- Hyparrhenia diplandra (Hack.) Stapf
- Hyparrhenia exarmata (Stapf) Stapf
- Hyparrhenia filipendula (Hochst.) Stapf
- Hyparrhenia glabriuscula (Hochst. ex A.Rich.) Stapf
- Hyparrhenia involucrata Stapf
- Hyparrhenia rudis Stapf
- Hyparrhenia rufa (Nees) Stapf
- Hyparrhenia smithiana (Hook.f.) Stapf
- Hyparrhenia subplumosa Stapf
- Hyparrhenia violascens (Stapf) Clayton
- Hyparrhenia welwitschii (Rendle) Stapf
- Hyperthelia dissoluta (Nees ex Steud.) Clayton
- Hyphaene thebaica (L.) Mart.
- Hypoestes aristata (Vahl) Sol. ex Roem. & Schult.
- Hypoestes cancellata Nees
- Hypoestes forskaolii (Vahl) R.Br.
- Hypoestes strobilifera S.Moore
- Hyptis lanceolata Poir.
- Hyptis spicigera Lam.
- Hyptis suaveolens Poit.
- Imperata cylindrica (L.) Raeusch.
- Indigofera aspera Perr. ex DC.
- Indigofera barteri Hutch. & Dalziel
- Indigofera berhautiana J.B.Gillett
- Indigofera bracteolata DC.
- Indigofera capitata Kotschy
- Indigofera colutea (Burm.f.) Merr.
- Indigofera congesta Welw. ex Baker
- Indigofera congolensis De Wild. & T.Durand
- Indigofera conjugata Baker
- Indigofera costata Guill. & Perr.
- Indigofera dendroides Jacq.
- Indigofera diphylla Vent.
- Indigofera fulvopilosa Brenan
- Indigofera geminata Baker
- Indigofera hirsuta L.
- Indigofera hochstetteri Baker
- Indigofera kerstingii Harms
- Indigofera leprieurii Baker f.
- Indigofera leptoclada Harms
- Indigofera macrocalyx Guill. & Perr.
- Indigofera macrophylla Schumach. & Thonn.
- Indigofera microcarpa Desv.
- Indigofera nigricans Vahl ex Pers.
- Indigofera nigritana Hook.f.
- Indigofera nummulariifolia (L.) Livera ex Alston
- Indigofera oblongifolia Forssk.
- Indigofera omissa J.B.Gillett
- Indigofera oubanguiensis Tisser.
- Indigofera paniculata Vahl ex Pers.
- Indigofera pilosa Poir.
- Indigofera polysphaera Baker
- Indigofera prieureana Guill. & Perr.
- Indigofera pulchra Willd.
- Indigofera secundiflora Poir.
- Indigofera senegalensis Lam.
- Indigofera sessiliflora DC.
- Indigofera simplicifolia Lam.
- Indigofera spicata Forssk.
- Indigofera stenophylla Guill. & Perr.
- Indigofera strobilifera (Hochst.) Hochst. ex Baker
- Indigofera suffruticosa Mill.
- Indigofera terminalis Baker
- Indigofera tetrasperma Vahl ex Pers.
- Indigofera tinctoria L.
- Indigofera trichopoda Lepr. ex Guill. & Perr.
- Indigofera trita L.f.
- Iphigenia pauciflora Martelli
- Ipomoea aquatica Forssk.
- Ipomoea argentaurata Hallier f.
- Ipomoea asarifolia (Desr.) Roem. & Schult.
- Ipomoea barteri Baker
- Ipomoea batatas (L.) Lam.
- Ipomoea blepharophylla Hallier f.
- Ipomoea cairica (L.) Sweet
- Ipomoea carnea Jacq.
- Ipomoea chrysochaetia Hallier.f.
- Ipomoea coptica (L.) Roth ex Roem. & Schult.
- Ipomoea coscinosperma Hochst. ex Choisy
- Ipomoea dichroa Choisy
- Ipomoea eriocarpa R.Br.
- Ipomoea heterotricha Didr.
- Ipomoea involucrata P.Beauv.
- Ipomoea kotschyana Hochst. ex Choisy
- Ipomoea marginata (Desr.) Verdc.
- Ipomoea mauritiana Jacq.
- Ipomoea nil (L.) Roth
- Ipomoea obscura (L.) Ker Gawl.
- Ipomoea ochracea (Lindl.) G.Don
- Ipomoea pes-tigridis L.
- Ipomoea pileata Roxb.
- Ipomoea quamoclit L.
- Ipomoea rubens Choisy
- Ipomoea setifera Poir.
- Ipomoea triloba L.
- Ipomoea turbinata Lag.
- Ipomoea vagans Baker
- Ipomoea verbascoidea Choisy
- Ipomoea verticillata Forssk.
- Ischaemum afrum (J.F.Gmel.) Dandy
- Ischaemum amethystinum J.-P.Lebrun
- Ischaemum fasciculatum Brongn.
- Ischaemum rugosum Salisb.
- Isoberlinia doka Craib & Stapf
- Isoberlinia tomentosa (Harms) Craib & Stapf
- Isoetes jaegeri Pitot
- Isoetes nigritiana A.Br. ex Kuhn
- Isoetes schweinfurthii Baker
- Ixora brachypoda DC.
- Ixora javanica (Blume) DC.
- Jacquemontia tamnifolia (L.) Griseb.
- Jasminum dichotomum Vahl
- Jasminum kerstingii Gilg & G.Schellenb.
- Jasminum obtusifolium Baker
- Jatropha curcas L.
- Jatropha gossypiifolia L.
- Jatropha integerrima Jacq.
- Jatropha kamerunica Pax & K.Hoffm.
- Justicia flava (Vahl) Vahl
- Justicia insularis T.Anderson
- Justicia ladanoides Lam.
- Justicia striata (Klotzsch) Bullock
- Justicia tenella (Nees) T.Anderson
- Kalanchoe crenata (Andrews) Haw.
- Kalanchoe lanceolata (Forssk.) Pers.
- Kallstroemia pubescens (G.Don) Dandy
- Keetia cornelia (Cham. & Schltdl.) Bridson
- Keetia leucantha (K.Krause) Bridson
- Keetia mannii (Hiern) Bridson
- Keetia venosa (Oliv.) Bridson
- Khaya grandifoliola C.DC.
- Khaya senegalensis (Desr.) A.Juss.
- Kigelia africana (Lam.) Benth.
- Kinghamia macrocephala (Oliv. & Hiern) C.Jeffrey
- Kinghamia nigritana (Benth.) C.Jeffrey
- Kohautia confusa (Hutch. & Dalziel) Bremek.
- Kohautia grandiflora DC.
- Kohautia tenuis (Bowdich) Mabb.
- Kosteletzkya buettneri Gürke
- Kosteletzkya grantii (Mast.) Garcke
- Kyllinga bulbosa P.Beauv.
- Kyllinga debilis C.B.Clarke
- Kyllinga echinata S.S.Hooper
- Kyllinga erecta Schumach.
- Kyllinga odorata Vahl
- Kyllinga pumila Michx.
- Kyllinga squamulata Thonn. ex Vahl
- Kyllinga tenuifolia Steud.
- Kyllingiella microcephala (Steud.) R.W.Haines & Lye
- Lablab purpureus (L.) Sweet.
- Lactuca inermis Forssk.
- Lactuca praevia C.D.Adams
- Lactuca sativa L.
- Lagarosiphon muscoides Harv.
- Lagenaria breviflora (Benth.) Roberty
- Lagenaria siceraria (Molina) Standl.
- Lagerstroemia indica L.
- Landolphia dulcis (Sabine) Pichon
- Landolphia heudelotii A.DC.
- Landolphia hirsuta (Hua) Pichon
- Landolphia owariensis P.Beauv.
- Lannea acida A.Rich.
- Lannea barteri (Oliv.) Engl.
- Lannea egregia Engl. & K.Krause
- Lannea fruticosa (Hochst. ex A.Rich.) Engl.
- Lannea microcarpa Engl. & K.Krause
- Lannea velutina A.Rich.
- Lantana camara L.
- Lantana ukambensis (Vatke) Verdc.
- Laportea aestuans (L.) Chew
- Launaea brunneri (Webb) Amin ex Boulos
- Launaea intybacea (Jacq.) Beauverd
- Launaea nana (Baker) Chiov.
- Launaea taraxacifolia (Willd.) Amin ex C.Jeffrey
- Lawsonia inermis L.
- Lecaniodiscus cupanioides Planch.
- Ledebouria sudanica (A.Chev.) Burg
- Leea guineensis G.Don
- Leersia drepanothrix Stapf
- Leersia hexandra Sw.
- Lemna aequinoctialis Welw.
- Leonotis nepetifolia (L.) R.Br.
- Lepidagathis alopecuroides (Vahl) R.Br. ex Griseb.
- Lepidagathis anobrya Nees
- Lepidagathis capituliformis Benoist
- Lepidagathis collina (Endl.) Milne-Redh.
- Lepidagathis hamiltoniana Wall.
- Lepidagathis heudelotiana Nees
- Lepidagathis sericea Benoist
- Lepidium sativum L.
- Lepistemon owariense (P.Beauv.) Hallier f.
- Leptadenia arborea (Forssk.) Schweinf.
- Leptadenia hastata (Pers.) Decne.
- Leptadenia pyrotechnica (Forssk.) Decne.
- Leptochloa coerulescens Steud.
- Leptoderris brachyptera (Benth.) Dunn
- Leptothrium senegalense (Kunth) Clayton
- Leucaena leucocephala (Lam.) de Wit
- Leucas martinicensis (Jacq.) R.Br.
- Limeum diffusum (J.Gay) Schinz
- Limeum pterocarpum (J.Gay) Heimerl
- Limeum viscosum (J.Gay) Fenzl
- Limnophila barteri Skan
- Limnophila dasyantha (Engl. & Gilg) Skan
- Limnophila indica (L.) Druce
- Limnophyton obtusifolium (L.) Miq.
- Lindernia diffusa (L.) Wettst.
- Lindernia exilis Philcox
- Lindernia parviflora (Roxb.) Haines
- Lindernia schweinfurthii (Engl.) Dandy
- Lindernia senegalensis (Benth.) Skan
- Linzia nigritiana (Oliv. & Hiern) Isawumi
- Linzia purpurea (Sch.Bip. ex Walp.) Isawumi
- Lipocarpha albiceps Ridl.
- Lipocarpha atra Ridl.
- Lipocarpha chinensis (Osbeck) Kern
- Lipocarpha filiformis (Vahl) Kunth
- Lipocarpha gracilis Nees
- Lipocarpha kernii (Raymond) Goetgh.
- Lipocarpha prieuriana Steud.
- Lippia chevalieri Moldenke
- Lippia multiflora Moldenke
- Litogyne gariepina (DC.) Anderb.
- Lobelia djurensis Engl. & Diels
- Loeseneriella africana (Willd.) N.Hallé
- Lonchocarpus sericeus (Poir.) Kunth
- Lophira lanceolata Tiegh. ex Keay
- Loudetia annua (Stapf) C.E.Hubb.
- Loudetia arundinacea (A.Rich.) Steud.
- Loudetia flavida (Stapf) C.E.Hubb.
- Loudetia hordeiformis (Stapf) C.E.Hubb.
- Loudetia kagerensis (K.Schum.) C.E.Hubb. ex Hutch.
- Loudetia phragmitoides (Peter) C.E.Hubb.
- Loudetia simplex (Nees) C.E.Hubb.
- Loudetia togoensis (Pilg.) C.E.Hubb.
- Loudetiopsis ambiens (K.Schum.) Conert
- Loudetiopsis capillipes (C.E.Hubb.) Conert
- Loudetiopsis chrysothrix (Nees) Conert
- Loudetiopsis kerstingii (Pilg.) Conert
- Loudetiopsis pobeguinii (Jacq.-Fél.) Clayton
- Loudetiopsis scaettae (A.Camus) Clayton
- Loudetiopsis thoroldii (C.E.Hubb.) J.B.Phipps
- Loudetiopsis tristachyoides (Trin.) Conert
- Ludwigia abyssinica A.Rich.
- Ludwigia adscendens (L.) Hara
- Ludwigia africana (Brenan) Hara
- Ludwigia decurrens Walter
- Ludwigia erecta (L.) Hara
- Ludwigia hyssopifolia (G.Don) Exell
- Ludwigia leptocarpa (Nutt.) H.Hara
- Ludwigia octovalvis (Jacq.) P.H.Raven
- Ludwigia perennis L.
- Ludwigia senegalensis (DC.) Troch.
- Ludwigia stenorraphe (Brenan) Hara
- Luffa acutangula (L.) M.Roem.
- Luffa cylindrica (L.) M.Roem.
- Lycopersicon esculentum Mill.
- Lycopodiella affinis (Bory) Pic. Serm.
- Macaranga schweinfurthii Pax
- Macledium sessiliflorum (Harv.) S.Ortiz
- Macroptilium atropurpureum (DC.) Urb.
- Macroptilium lathyroides (L.) Urb.
- Macrosphyra longistyla (DC.) Hiern
- Macrotyloma africanum (R.Wilczek) Verdc.
- Macrotyloma biflorum (Schumach. & Thonn.) Hepper
- Macrotyloma geocarpum (Harms) Maréchal & Baudet
- Macrotyloma stenophyllum (Harms) Verdc.
- Maerua angolensis DC.
- Maerua crassifolia Forssk.
- Maerua de-waillyi Aubrév. & Pellegr.
- Maerua oblongifolia (Forssk.) A.Rich.
- Maerua pseudopetalosa (Gilg & Gilg-Ben.) DeWolf
- Malachra radiata (L.) L.
- Mallotus oppositifolius (Geiseler) Müll.Arg.
- Malvastrum coromandelianum (L.) Garcke
- Mangifera indica L.
- Manihot esculenta Crantz
- Manihot glaziovii Müll.Arg.
- Manilkara multinervis (Baker) Dubard
- Manilkara obovata (Sabine & G.Don) J.H.Hemsl.
- Maranthes polyandra (Benth.) Prance
- Marantochloa purpurea (Ridl.) Milne-Redh.
- Margaritaria discoidea (Baill.) G.L.Webster
- Mariscus cylindristachyus Steud.
- Mariscus flabelliformis Kunth
- Mariscus luridus C.B.Clarke
- Mariscus schweinfurthii Chiov.
- Mariscus squarrosus (L.) C.B.Clarke
- Mariscus sumatrensis (Retz.) J.Raynal
- Markhamia tomentosa (Benth.) K.Schum. ex Engl.
- Marsilea berhautii Tardieu
- Marsilea distorta A.Br.
- Marsilea gibba A.Br.
- Marsilea minuta L.
- Marsilea polycarpa Hook. & Grev.
- Marsilea trichopoda A.Br.
- Martynia annua L.
- Melanthera abyssinica (Sch.Bip. ex A.Rich.) Vatke
- Melanthera elliptica O.Hoffm.
- Melanthera gambica Hutch. & Dalziel
- Melanthera rhombifolia O.Hoffm. & Muschl.
- Melanthera scandens (Schumach. & Thonn.) Roberty
- Melastomastrum afzelii (Hook.f.) A.Fern. & R.Fern.
- Melastomastrum capitatum (Vahl) A.Fern. & R.Fern.
- Melia azedarach L.
- Melicoccus bijugatus Jacq.
- Melinis repens (Willd.) Zizka
- Melinis tenuissima Stapf
- Melliniella micrantha Harms
- Melochia corchorifolia L.
- Melochia melissifolia Benth.
- Merremia aegyptia (L.) Urb.
- Merremia dissecta (Jacq.) Hallier f.
- Merremia emarginata (Burm.f.) Hallier f.
- Merremia hederacea (Burm.f.) Hallier f.
- Merremia kentrocaulos (C.B.Clarke) Hallier f.
- Merremia pinnata (Hochst. ex Choisy) Hallier f.
- Merremia pterygocaulos (Choisy) Hallier f.
- Merremia tridentata (L.) Hallier f.
- Merremia umbellata (L.) Hallier f.
- Mezoneuron benthamianum Baill.
- Micrargeria filiformis (Schumach. & Thonn.) Hutch. & Dalziel
- Microchloa indica (L.f.) P.Beauv.
- Microchloa kunthii Desv.
- Micrococca mercurialis (L.) Benth.
- Mikania chevalieri (C.D.Adams) W.C.Holmes & McDaniel
- Milicia excelsa (Welw.) C.C.Berg
- Mimosa pigra L.
- Mimosa pudica L.
- Mimusops kummel A.DC.
- Mirabilis jalapa L.
- Mitracarpus hirtus (L.) DC.
- Mitragyna inermis (Willd.) Kuntze
- Mollugo cerviana (L.) Ser. ex DC.
- Mollugo nudicaulis Lam.
- Momordica balsamina L.
- Momordica charantia L.
- Monanthotaxis parvifolia (Oliv.) Verdc.
- Monechma ciliatum (Jacq.) Milne-Redh.
- Monechma depauperatum (T.Anderson) C.B.Clarke
- Monechma ndellense (Lindau) J.Miège & Heine
- Monochoria brevipetiolata Verdc.
- Monocymbium ceresiiforme (Nees) Stapf
- Monotes kerstingii Gilg
- Monsonia senegalensis Guill. & Perr.
- Morelia senegalensis A.Rich.
- Moringa oleifera L.
- Mucuna poggei Taub.
- Mucuna pruriens (L.) DC.
- Multidentia pobeguinii (Hutch. & Dalziel) Bridson
- Murdannia simplex (Vahl) Brenan
- Musa x paradisiaca L.
- Mussaenda elegans Schumach. & Thonn.
- Myrianthus serratus (Trécul) Benth. & Hook.
- Najas baldwinii Horn
- Najas welwitschii Rendle
- Napoleonaea heudelotii A.Juss.
- Napoleonaea vogelii Hook. & Planch.
- Nelsonia canescens (Lam.) Spreng.
- Nelsonia smithii Oerst.
- Nemum spadiceum (Lam.) Desv. ex Ham.
- Neohyptis paniculata (Baker) J.K.Morton
- Neorautanenia mitis (A.Rich.) Verdc.
- Nephrolepis biserrata (Sw.) Schott
- Nephrolepis undulata (Afzel. ex Sw.) J. Sm.
- Nephthytis afzelii Schott
- Neptunia oleracea Lour.
- Nerium oleander L.
- Nervilia adolphi Schltr.
- Nervilia bicarinata (Blume) Schltr.
- Nervilia fuerstenbergiana Schltr.
- Nervilia kotschyi (Rchb.f.) Schltr.
- Nervilia simplex (Thouars) Schltr.
- Nesaea cordata Hiern
- Nesaea mossiensis A.Chev.
- Nesphostylis holosericea (Baker) Verdc.
- Neurotheca loeselioides (Spruce ex Progel) Baill.
- Newbouldia laevis (P.Beauv.) Seem. ex Bureau
- Nicotiana rustica L.
- Nicotiana tabacum L.
- Nothosaerva brachiata (L.) Wight
- Nymphaea lotus L.
- Nymphaea maculata Schumach. & Thonn.
- Nymphaea micrantha Guill. & Perr.
- Nymphoides ezannoi Berhaut
- Nymphoides indica (L.) Kuntze
- Ochna afzelii R.Br. ex Oliv.
- Ochna rhizomatosa (Tiegh.) Keay
- Ochna schweinfurthiana F.Hoffm.
- Ocimum americanum L.
- Ocimum basilicum L.
- Ocimum gratissimum L.
- Ocimum irvinei J.K.Morton
- Oeceoclades maculata (Lindl.) Lindl.
- Olax subscorpioidea Oliv.
- Oldenlandia affinis (Roem. & Schult.) DC.
- Oldenlandia capensis L.f.
- Oldenlandia corymbosa L.
- Oldenlandia herbacea (L.) Roxb.
- Oldenlandia lancifolia (Schumach.) DC.
- Olyra latifolia L.
- Omphalogonus calophyllus Baill.
- Oncoba spinosa Forssk.
- Ophioglossum costatum R.Br.
- Ophioglossum gomezianum Welw. ex A.Br.
- Ophioglossum reticulatum L.
- Opilia amentacea Roxb.
- Oplismenus burmannii (Retz.) P.Beauv.
- Oplismenus hirtellus (L.) P.Beauv.
- Orbea decaisneana (Lehm.) Bruyns
- Ornithogalum viride (L.) J.C.Manning & Goldblatt
- Oropetium aristatum (Stapf) Pilg.
- Orthosiphon pallidus Royle ex Benth.
- Orthosiphon rubicundus (D.Don) Benth.
- Oryza barthii A.Chev.
- Oryza glaberrima Steud.
- Oryza longistaminata A.Chev. & Roehr.
- Oryza sativa L.
- Osbeckia tubulosa Sm.
- Osmunda regalis L.
- Ottelia ulvifolia (Planch.) Walp.
- Oxalis corniculata L.
- Oxyanthus racemosus (Schum. & Thonn.) Keay
- Oxycaryum cubense (Poepp. & Kunth) Lye
- Oxystelma bornouense R.Br.
- Oxytenanthera abyssinica (A.Rich.) Munro
- Ozoroa obovata (Oliv.) R.Fern. & A.Fern.
- Ozoroa pulcherrima (Schweinf.) R.Fern. & A.Fern.
- Pachycarpus lineolatus (Decne.) Bullock
- Pancratium tenuifolium Hochst. ex A.Rich.
- Pancratium trianthum Herb.
- Pandanus brevifrugalis Huynh
- Pandiaka angustifolia (Vahl) Hepper
- Pandiaka involucrata (Moq.) B.D.Jacks.
- Panicum afzelii Sw.
- Panicum anabaptistum Steud.
- Panicum antidotale Retz.
- Panicum brazzavillense Franch.
- Panicum brevifolium L.
- Panicum coloratum L.
- Panicum congoense Franch.
- Panicum dregeanum Nees
- Panicum fluviicola Steud.
- Panicum griffonii Franch.
- Panicum humile Nees ex Steud.
- Panicum laetum Kunth
- Panicum laxum Sw.
- Panicum maximum Jacq.
- Panicum nervatum (Franch.) Stapf
- Panicum nigerense Hitchc.
- Panicum pansum Rendle
- Panicum parvifolium Lam.
- Panicum phragmitoides Stapf
- Panicum pilgeri Mez
- Panicum praealtum Afzel. ex Sw.
- Panicum subalbidum Kunth
- Panicum tenellum Lam.
- Panicum turgidum Forssk.
- Parahyparrhenia annua (Hack.) Clayton
- Parahyparrhenia perennis Clayton
- Paratheria prostrata Griseb.
- Parinari congensis Didr.
- Parinari curatellifolia Planch. ex Benth.
- Parinari excelsa Sabine
- Parkia biglobosa (Jacq.) R.Br. ex G.Don
- Parkinsonia aculeata L.
- Paspalidium geminatum (Forssk.) Stapf
- Paspalum conjugatum P.J.Bergius
- Paspalum scrobiculatum L.
- Paspalum vaginatum Sw.
- Passiflora edulis Sims
- Passiflora foetida L.
- Paullinia pinnata L.
- Pavetta corymbosa (DC.) F.N.Williams
- Pavetta crassipes K.Schum.
- Pavetta lasioclada (K.Krause) Mildbr. ex Bremek.
- Pavetta oblongifolia (Hiern) Bremek.
- Pavonia senegalensis (Cav.) Leistner
- Pavonia triloba Guill. & Perr.
- Peltophorum pterocarpum (DC.) K.Heyne
- Pennisetum glaucum (L.) R.Br.
- Pennisetum hordeoides (Lam.) Steud.
- Pennisetum pedicellatum Trin.
- Pennisetum polystachion (L.) Schult.
- Pennisetum purpureum Schumach.
- Pennisetum setigerum (Vahl) Wipff
- Pennisetum sieberianum (Schltr.) Stapf & C.E.Hubb.
- Pennisetum unisetum (Nees) Benth.
- Pennisetum violaceum (Lam.) Rich.
- Pentadesma butyracea Sabine
- Pentanema indicum (L.) Y.Ling
- Pentatropis nivalis (J.F.Gmel.) D.V.Field & J.R.I.Wood
- Peperomia pellucida H.B. & K.
- Pergularia daemia (Forssk.) Chiov.
- Pergularia tomentosa L.
- Pericopsis laxiflora (Benth.) Meeuwen
- Periploca nigrescens Afzel.
- Perotis indica (L.) Kuntze
- Perotis patens Gand.
- Perotis scabra Willd. ex Trin.
- Persea americana Mill.
- Persicaria decipiens (R.Br.) K.L.Wilson
- Persicaria limbata (Meisn.) H.Hara
- Persicaria madagascariensis (Meisn.) S.Ortíz & Paiva
- Persicaria senegalensis (Meisn.) Soják
- Phaseolus vulgaris L.
- Phaulopsis barteri T.Anderson
- Phaulopsis ciliata (Willd.) Hepper
- Phaulopsis imbricata (Forssk.) Sweet
- Philenoptera cyanescens (Schumach. & Thonn.) Roberty
- Philenoptera laxiflora (Guill. & Perr.) Roberty
- Phoenix dactylifera L.
- Phoenix reclinata Jacq.
- Phragmites australis (Cav.) Steud.
- Phragmites karka (Retz.) Steud.
- Phyla nodiflora (L.) Greene
- Phyllanthus alpestris Beille
- Phyllanthus amarus Schumach. & Thonn.
- Phyllanthus beillei Hutch.
- Phyllanthus fraternus G.L.Webster
- Phyllanthus maderaspatensis L.
- Phyllanthus muellerianus (Kuntze) Exell
- Phyllanthus pentandrus Schumach. & Thonn.
- Phyllanthus reticulatus Poir.
- Phyllanthus rotundifolius Klein ex Willd.
- Phyllanthus sublanatus Schumach. & Thonn.
- Phyllanthus welwitschianus Müll.Arg.
- Physalis angulata L.
- Physalis lagascae Roem. & Schult.
- Piliostigma reticulatum (DC.) Hochst.
- Piliostigma thonningii (Schumach.) Milne-Redh.
- Pistia stratiotes L.
- Pithecellobium dulce (Roxb.) Benth.
- Pityrogramma calomelanos (L.) Link
- Platostoma africanum P.Beauv.
- Platycoryne paludosa (Lindl.) Rolfe
- Plectranthus bojeri (Benth.) Hedge
- Plectranthus chevalieri (Briq.) B.J.Pollard & A.J.Paton
- Plectranthus esculentus N.E.Br.
- Plectranthus gracillimus (T.C.E.Fr.) Hutch. & Dandy
- Plectranthus monostachyus (P.Beauv.) B.J.Pollard
- Pluchea ovalis (Pers.) DC.
- Plumbago auriculata Lam.
- Plumbago zeylanica L.
- Plumeria alba L.
- Plumeria rubra L.
- Polycarpaea billei J.-P.Lebrun
- Polycarpaea corymbosa (L.) Lam.
- Polycarpaea eriantha Hochst. ex A.Rich.
- Polycarpaea linearifolia (DC.) DC.
- Polycarpaea tenuifolia (Willd.) DC.
- Polycarpon prostratum (Forssk.) Asch. & Schweinf.
- Polygala acicularis Oliv.
- Polygala arenaria Willd.
- Polygala atacorensis Jacq.-Fél.
- Polygala baikiei Chodat
- Polygala butyracea Heckel
- Polygala capillaris E.Mey. ex Harv.
- Polygala erioptera DC.
- Polygala guineensis Willd.
- Polygala irregularis Boiss.
- Polygala multiflora Poir.
- Polygala petitiana A.Rich.
- Polygonum plebeium R.Br.
- Polygonum pulchrum Blume
- Polystachya golungensis Rchb.f.
- Porphyrostemma chevalieri (O.Hoffm.) Hutch. & Dalziel
- Portulaca foliosa Ker Gawl.
- Portulaca grandiflora Hook.
- Portulaca oleracea L.
- Portulaca quadrifida L.
- Potamogeton octandrus Poir.
- Potamogeton schweinfurthii A.Benn.
- Pouchetia africana A.Rich. ex DC.
- Pouteria alnifolia (Baker) Roberty
- Pouzolzia guineensis Benth.
- Premna lucens A.Chev.
- Prosopis africana (Guill. & Perr.) Taub.
- Prosopis chilensis (Molina) Stuntz
- Prosopis juliflora (Sw.) DC.
- Protea madiensis Oliv.
- Pseudarthria fagifolia Baker
- Pseudarthria hookeri Wight & Arn.
- Pseudechinolaena polystachya (Kunth) Stapf
- Pseudocedrela kotschyi (Schweinf.) Harms
- Pseudoconyza viscosa (Mill.) D’Arcy
- Pseudognaphalium luteoalbum (L.) Hilliard & B.L.Burtt
- Pseudospondias microcarpa (A.Rich.) Engl.
- Psidium guajava L.
- Psophocarpus monophyllus Harms
- Psophocarpus palustris Desv.
- Psorospermum corymbiferum Hochr.
- Psorospermum febrifugum Spach
- Psorospermum glaberrimum Hochr.
- Psorospermum senegalense Spach
- Psychotria psychotrioides (DC.) Roberty
- Psychotria vogeliana Benth.
- Psydrax acutiflora (Hiern) Bridson
- Psydrax horizontalis (Schumach.) Bridson
- Psydrax parviflora (Afzel.) Bridson
- Psydrax subcordata (DC.) Bridson
- Pteleopsis habeensis Aubrév. ex Keay
- Pteleopsis suberosa Engl. & Diels
- Pterocarpus erinaceus Poir.
- Pterocarpus lucens Lepr. ex Guill. & Perr.
- Pterocarpus santalinoides DC.
- Pulicaria incisa (Lam.) DC.
- Pulicaria undulata (L.) C.A.Mey.
- Punica granatum L.
- Pupalia lappacea (L.) A.Juss.
- Pycnocycla ledermannii H.Wolff
- Pycreus acuticarinatus (Kük.) Cherm.
- Pycreus aethiops (Welw. ex Ridl.) C.B.Clarke
- Pycreus capillifolius (A.Rich.) C.B.Clarke
- Pycreus flavescens (L.) P.Beauv. ex Rchb.
- Pycreus lanceolatus (Poir.) C.B.Clarke
- Pycreus macrostachyos (Lam.) J.Raynal
- Pycreus melas (Ridl.) C.B.Clarke
- Pycreus mundtii Nees
- Pycreus pseudodiaphanus S.S.Hooper
- Pycreus pumilus (L.) Domin
- Pycreus smithianus (Ridl.) C.B.Clarke
- Pycreus unioloides (R.Br.) Urb.
- Quassia undulata (Guill. & Perr.) F.Dietr.
- Raphia sudanica A.Chev.
- Raphionacme brownii Scott-Elliot
- Raphionacme splendens Schlechter
- Raphionacme vignei Bruce
- Rauvolfia vomitoria Afzel.
- Ravenala madagascariensis Sonn.
- Requienia obcordata (Lam. ex Poir.) DC.
- Rhamphicarpa fistulosa (Hochst.) Benth.
- Rhaphiostylis beninensis Planch.
- Rhus crenulata A.Rich.
- Rhus longipes Engl.
- Rhynchosia albae-pauli Berhaut
- Rhynchosia buettneri Harms
- Rhynchosia densiflora (Roth) DC.
- Rhynchosia hirta (Andrews) Meikle & Verdc.
- Rhynchosia minima (L.) DC.
- Rhynchosia nyasica Baker
- Rhynchosia procurrens (Hiern) K.Schum.
- Rhynchosia pycnostachya (DC.) Meikle
- Rhynchosia resinosa (Hochst. ex A.Rich.) Baker
- Rhynchosia sublobata (Schumach. & Thonn.) Meikle
- Rhynchospora candida (Nees) Boeckeler
- Rhynchospora corymbosa (L.) Britton
- Rhynchospora eximia (Nees) Boeckeler
- Rhynchospora gracillima Thwaites
- Rhynchospora perrieri Cherm.
- Rhynchospora triflora Vahl
- Rhytachne furtiva Clayton
- Rhytachne rottboellioides Desv.
- Rhytachne triaristata (Steud.) Stapf
- Richardia brasiliensis Gomes
- Ricinus communis L.
- Ritchiea capparoides (Andrews) Britten
- Ritchiea erecta Hook.f.
- Ritchiea reflexa (Thonn.) Gilg & Gilg-Ben.
- Rogeria adenophylla J.Gay ex Delile
- Rotala elatinoides (DC.) Hiern
- Rotala mexicana Cham. & Schltdl.
- Rotala stagnina Hiern
- Rotala tenella (Guill. & Perr.) Hiern
- Rotala welwitschii Exell
- Rotheca alata (Gürke) Verdc.
- Rothia hirsuta (Guill. & Perr.) Baker
- Rothmannia longiflora Salisb.
- Rottboellia cochinchinensis (Lour.) Clayton
- Rotula aquatica Lour.
- Rourea coccinea (Thonn. ex Schumach.) Benth.
- Rourea minor (Gaertn.) Alston
- Ruellia patula Jacq.
- Ruellia praetermissa Schweinf. ex Lindau
- Rutidea parviflora DC.
- Rytigynia senegalensis Blume
- Rytigynia umbellulata (Hiern) Robyns
- Saba comorensis (Bojer ex A.DC.) Pichon
- Saba senegalensis (A.DC.) Pichon
- Saba thompsonii (A.Chev.) Pichon
- Sabicea brevipes Wernham
- Sabicea venosa Benth.
- Saccharum officinarum L.
- Saccharum spontaneum L.
- Sacciolepis africana C.E.Hubb. & Snowden
- Sacciolepis chevalieri Stapf
- Sacciolepis ciliocincta (Pilg.) Stapf
- Sacciolepis cymbiandra Stapf
- Sacciolepis indica (L.) Chase
- Sacciolepis micrococca Mez
- Sagittaria guayanensis Humb., Bonpl. & Kunth
- Salacia owabiensis Hoyle
- Salacia pallescens Oliv.
- Salacia pyriformis (Sabine) Steud.
- Salacia stuhlmanniana Loes.
- Salvadora persica L.
- Sansevieria liberica Gérôme & Labroy
- Sansevieria longiflora Sims
- Sansevieria senegambica Baker
- Sarcocephalus latifolius (Sm.) E.A.Bruce
- Sarcocephalus pobeguinii Pobeg.
- Sarcostemma viminale (L.) R.Br.
- Sauvagesia erecta L.
- Scadoxus multiflorus (Martyn) Raf.
- Schizachyrium brevifolium (Sw.) Nees ex Büse
- Schizachyrium exile (Hochst.) Pilg.
- Schizachyrium nodulosum (Hack.) Stapf
- Schizachyrium penicillatum Jacq.-Fél.
- Schizachyrium platyphyllum (Franch.) Stapf
- Schizachyrium ruderale Clayton
- Schizachyrium rupestre (K.Schum.) Stapf
- Schizachyrium sanguineum (Retz.) Alston
- Schizachyrium schweinfurthii (Hack.) Stapf
- Schizachyrium urceolatum (Hack.) Stapf
- Schoenefeldia gracilis Kunth
- Schoenoplectiella juncea (Willd.) Lye
- Schoenoplectiella lateriflora (J.F.Gmel.) Lye
- Schoenoplectiella roylei (Nees) Lye
- Schoenoplectiella senegalensis (Hochst. ex Steud.) Lye
- Schoenoplectus corymbosus (Roth ex Roem. & Schult.) J.Raynal
- Schoenoplectus litoralis (Schrad.) Palla
- Schoenoplectus subulatus (Vahl) Lye
- Schouwia purpurea (Forssk.) Schweinf.
- Schultesia stenophylla Mart.
- Schwenckia americana L.
- Scleria achtenii De Wild.
- Scleria bulbifera Hochst. ex A.Rich.
- Scleria depressa (C.B.Clarke) Nelmes
- Scleria distans Poir.
- Scleria foliosa Hochst. ex A.Rich.
- Scleria lacustris C.Wright
- Scleria lagoensis Boeckeler
- Scleria lithosperma (L.) Sw.
- Scleria melaleuca Rchb. ex Schltr. & Cham.
- Scleria melanotricha Hochst. ex A.Rich.
- Scleria mikawana Makino
- Scleria naumanniana Boeckeler
- Scleria pergracilis (Nees) Kunth
- Scleria racemosa Poir.
- Scleria sphaerocarpa (E.A.Rob.) Napper
- Scleria tessellata Willd.
- Sclerocarpus africanus Jacq. ex Murray
- Sclerocarya birrea (A.Rich.) Hochst.
- Scoparia dulcis L.
- Sebastiania chamaelea (L.) Müll.Arg.
- Secamone afzelii (Schult.) K.Schum.
- Securidaca longipedunculata Fresen.
- Sehima ischaemoides Forssk.
- Selaginella protensa Alston
- Sericanthe chevalieri (K.Krause) Robbr.
- Sesamum alatum Thonn.
- Sesamum indicum L.
- Sesamum radiatum Schumach. & Thonn.
- Sesbania bispinosa (Jacq.) W.Wight
- Sesbania dalzielii E.Phillips & Hutch.
- Sesbania leptocarpa DC.
- Sesbania pachycarpa DC.
- Sesbania rostrata Bremek. & Oberm.
- Sesbania sesban (L.) Merr.
- Sesbania sudanica J.B.Gillett
- Sesuvium hydaspicum (Edgew.) Gonç.
- Setaria barbata (Lam.) Kunth
- Setaria longiseta P.Beauv.
- Setaria pumila (Poir.) Roem. & Schult.
- Setaria sphacelata (Schumach.) Stapf & C.E.Hubb. ex M.B.Moss
- Setaria verticillata (L.) P.Beauv.
- Shirakiopsis elliptica (Hochst.) Esser
- Sida acuta Burm.f.
- Sida alba L.
- Sida cordifolia L.
- Sida javensis Cav.
- Sida linifolia Juss. ex Cav.
- Sida ovata Forssk.
- Sida rhombifolia L.
- Sida urens L.
- Siphonochilus aethiopicus (Schweinf.) B.L.Burtt
- Smeathmannia pubescens Sol. ex R.Br.
- Smilax anceps Willd.
- Solanum aculeatissimum Jacq.
- Solanum aethiopicum L.
- Solanum cerasiferum Dunal
- Solanum dasyphyllum Schumach. & Thonn.
- Solanum incanum L.
- Solanum melongena L.
- Solanum nigrum L.
- Solanum torvum Sw.
- Solanum tuberosum L.
- Solenostemon rotundifolius (Poir.) J.K.Morton
- Sonchus asper (L.) Hill
- Sonchus oleraceus L.
- Sopubia parviflora Engl.
- Sopubia ramosa (Hochst.) Hochst.
- Sopubia simplex (Hochst.) Hochst.
- Sorghastrum bipennatum (Hack.) Pilg.
- Sorghastrum stipoides (Kunth) Nash
- Sorghum arundinaceum (Desv.) Stapf
- Sorghum bicolor (L.) Moench
- Sorghum purpureo-sericeum (Hochst. ex A.Rich.) Asch. & Schweinf.
- Sorindeia juglandifolia (A.Rich.) Planch. ex Oliv.
- Spermacoce chaetocephala DC.
- Spermacoce filifolia (Schumach. & Thonn.) J.-P.Lebrun & Stork
- Spermacoce hepperana Verdc.
- Spermacoce octodon (Hepper) J.-P.Lebrun & Stork
- Spermacoce pusilla Wall.
- Spermacoce quadrisulcata (Bremek.) Verdc.
- Spermacoce radiata (DC.) Hiern
- Spermacoce ruelliae DC.
- Spermacoce spermacocina (K.Schum.) Bridson & Puff
- Spermacoce stachydea DC.
- Spermacoce verticillata L.
- Sphaeranthus angustifolius DC.
- Sphaeranthus senegalensis DC.
- Sphaerocodon caffrum (Meisn.) Schltr.
- Sphenoclea zeylanica Gaertn.
- Sphenostylis schweinfurthii Harms
- Sphenostylis stenocarpa (Hochst. ex A.Rich.) Harms
- Spigelia anthelmia L.
- Spondianthus preussii Engl.
- Spondias mombin L.
- Sporobolus festivus Hochst. ex A.Rich.
- Sporobolus helvolus (Trin.) T.Durand & Schinz
- Sporobolus microprotus Stapf
- Sporobolus paniculatus (Trin.) T.Durand & Schinz
- Sporobolus pectinellus Mez
- Sporobolus pellucidus Hochst.
- Sporobolus pilifer (Trin.) Kunth
- Sporobolus pyramidalis P.Beauv.
- Sporobolus sanguineus Rendle
- Sporobolus stolzii Mez
- Sporobolus subglobosus A.Chev.
- Stachytarpheta indica (L.) Vahl
- Stapfochloa lamproparia (Stapf) H.Scholz
- Steganotaenia araliacea Hochst.
- Stemodia serrata Benth.
- Stenotaphrum dimidiatum (L.) Brongn.
- Stenotaphrum secundatum (Walter) Kuntze
- Sterculia setigera Delile
- Sterculia tragacantha Lindl.
- Stereospermum kunthianum Cham.
- Stomatanthes africanus (Oliv. & Hiern) R.M.King & H.Rob.
- Striga asiatica (L.) Kuntze
- Striga aspera (Willd.) Benth.
- Striga baumannii Engl.
- Striga bilabiata (Thunb.) Kuntze
- Striga brachycalyx Engl. ex Skan
- Striga forbesii Benth.
- Striga gesnerioides (Willd.) Vatke
- Striga hermonthica (Delile) Benth.
- Striga klingii (Engl.) Skan
- Striga macrantha (Benth.) Benth.
- Striga passargei Engl.
- Strophanthus gratus (Wall. & Hook.) Baill.
- Strophanthus hispidus DC.
- Strophanthus sarmentosus DC.
- Struchium sparganophorum (L.) Kuntze
- Strychnos congolana Gilg
- Strychnos cuminodora Leeuwenberg
- Strychnos innocua Delile
- Strychnos spinosa Lam.
- Strychnos usambarensis Gilg
- Stylochaeton hypogaeus Lepr.
- Stylochaeton lancifolius Kotschy & Peyr.
- Stylosanthes erecta P.Beauv.
- Stylosanthes fruticosa (Retz.) Alston
- Stylosanthes guianensis (Aubl.) Sw.
- Stylosanthes hamata L.
- Synedrella nodiflora Gaertn.
- Synsepalum brevipes (Baker) T.D.Penn.
- Synsepalum pobeguinianum (Pierre ex Lecomte) Aké Assi & L.Gaut.
- Syzygium guineense (Willd.) DC.
- Tacazzea apiculata Oliv.
- Tacca leontopetaloides (L.) Kuntze
- Talinum triangulare (Jacq.) Willd.
- Tamarindus indica L.
- Tapinanthus bangwensis (Engl. & K.Krause) Danser
- Tapinanthus globiferus (A.Rich.) Tiegh.
- Tapinanthus ophiodes (Sprague) Danser
- Tarenna pavettoides (Harv.) Sim
- Tarenna thomasii Hutch. & Dalziel
- Tecoma stans (L.) Juss. ex Kunth
- Tectona grandis L.f.
- Telosma africana (N.E.Br.) N.E.Br.
- Tephrosia berhautiana Lescot
- Tephrosia bracteolata Guill. & Perr.
- Tephrosia deflexa Baker
- Tephrosia elegans Schumach.
- Tephrosia gracilipes Guill. & Perr.
- Tephrosia humilis Guill. & Perr.
- Tephrosia lathyroides Guill. & Perr.
- Tephrosia lebrunii Cronquist
- Tephrosia letestui Tisser.
- Tephrosia linearis (Willd.) Pers.
- Tephrosia lupinifolia DC.
- Tephrosia mossiensis A.Chev.
- Tephrosia nana Schweinf.
- Tephrosia pedicellata Baker
- Tephrosia platycarpa Guill. & Perr.
- Tephrosia purpurea (L.) Pers.
- Tephrosia sylviae Berhaut
- Tephrosia uniflora Pers.
- Tephrosia villosa (L.) Pers.
- Teramnus buettneri (Harms) Baker f.
- Teramnus labialis (L.f.) Spreng.
- Terminalia albida Scott-Elliot
- Terminalia avicennioides Guill. & Perr.
- Terminalia catappa L.
- Terminalia ivorensis A.Chev.
- Terminalia laxiflora Engl. & Diels
- Terminalia macroptera Guill. & Perr.
- Terminalia mantaly H.Perrier
- Terminalia mollis M.A.Lawson
- Terminalia schimperiana Hochst.
- Tetracera alnifolia Willd.
- Tetracera potatoria Afzel. ex G.Don
- Tetrapogon cenchriformis (A.Rich.) Clayton
- Thalia geniculata L.
- Thaumatococcus daniellii (Bennet) Benth.
- Thelepogon elegans Roth
- Thelypteris dentata (Forsk.) E. St. John
- Thelypteris striata (Schumach.) Schelpe
- Themeda triandra Forssk.
- Thesium viride A.W.Hill
- Thespesia populneoides (Roxb.) Kostel.
- Thonningia sanguinea Vahl
- Thunbergia erecta (Benth.) T.Anderson
- Tinnea aethiopica Kotschy ex Hook.f.
- Tinnea barteri Gürke
- Tinospora bakis (A.Rich.) Miers
- Trachypogon spicatus (L.f.) Kuntze
- Tragia senegalensis Müll.Arg.
- Tragia tenuifolia Benth.
- Tragia vogelii Keay
- Tragia volubilis L.
- Tragia wildemanii Beille
- Tragus berteronianus Schult.
- Tragus racemosus (L.) All.
- Trapa natans L.
- Trema orientalis (L.) Blume
- Trianthema portulacastrum L.
- Tribulus terrestris L.
- Tricalysia okelensis Hiern
- Trichilia emetica Vahl
- Trichoneura mollis (Kunth) Ekman
- Tricliceras pilosum (Willd.) R.Fern.
- Triclisia patens Oliv.
- Triclisia subcordata Oliv.
- Tridax procumbens L.
- Tripogon minimus (A.Rich.) Steud.
- Tristachya superba (De Not.) Schweinf. & Asch.
- Tristemma mauritianum J.F.Gmel.
- Tristicha trifaria (Bory ex Willd.) Spreng.
- Triumfetta lepidota K.Schum.
- Triumfetta pentandra A.Rich.
- Triumfetta rhomboidea Jacq.
- Triumfetta setulosa Mast.
- Trochomeria macrocarpa (Sond.) Hook.f.
- Tylophora oblonga N.E.Br.
- Tylophora oculata N.E.Br.
- Typha domingensis Pers.
- Uapaca heudelotii Baill.
- Uapaca togoensis Pax
- Uncaria africana G.Don
- Uncaria talbotii Wernham
- Uraria picta (Jacq.) DC.
- Urelytrum annuum Stapf
- Urelytrum muricatum C.E.Hubb.
- Urena lobata L.
- Urochloa comata (Hochst. ex A.Rich.) Sosef
- Urochloa jubata (Fig. & De Not.) Sosef
- Urochloa ruziziensis (R.Germ. & C.M.Evrard) Crins
- Urochloa trichopus (Hochst.) Stapf
- Usteria guineensis Willd.
- Utricularia arenaria A.DC.
- Utricularia foliosa L.
- Utricularia gibba L.
- Utricularia inflexa Forssk.
- Utricularia micropetala Sm.
- Utricularia pubescens Sm.
- Utricularia reflexa Oliv.
- Utricularia rigida Benj.
- Utricularia simulans Pilger
- Utricularia spiralis Sm.
- Utricularia stellaris L.f.
- Utricularia subulata L.
- Uvaria chamae P.Beauv.
- Vahlia dichotoma (Murray) Kuntze
- Vahlia digyna (Retz.) Kuntze
- Vahlia geminiflora (Delile) Bridson
- Vangueriella spinosa (Schumach. & Thonn.) Verdc.
- Vepris heterophylla (Engl.) Letouzey
- Vernonia adoensis Sch.Bip. ex Walp.
- Vernonia ambigua Kotschy & Peyr.
- Vernonia amygdalina Delile
- Vernonia chapmanii C.D.Adams
- Vernonia chthonocephala O.Hoffm.
- Vernonia colorata (Willd.) Drake
- Vernonia galamensis (Cass.) Less.
- Vernonia gerberiformis Oliv. & Hiern
- Vernonia guineensis Benth.
- Vernonia perrottetii Sch.Bip. ex Walp.
- Vernonia plumbaginifolia Fenzl ex Oliv. & Hiern
- Vernonia pumila Kotschy & Peyr.
- Vernonia smithiana Less.
- Vernoniastrum camporum (A.Chev.) Isawumi
- Vetiveria fulvibarbis (Trin.) Stapf
- Vigna adenantha (G.Mey.) Maréchal & Mascherpa & Stainier
- Vigna filicaulis Hepper
- Vigna gracilis (Guill. & Perr.) Hook.f.
- Vigna heterophylla A.Rich.
- Vigna kirkii (Baker) J.B.Gillett
- Vigna luteola (Jacq.) Benth.
- Vigna parkeri Baker
- Vigna racemosa (G.Don) Hutch. & Dalziel
- Vigna radiata (L.) R.Wilczek
- Vigna reticulata Hook.f.
- Vigna stenophylla Harms
- Vigna subterranea (L.) Verdc.
- Vigna unguiculata (L.) Walp.
- Vigna venulosa Baker
- Vigna vexillata (L.) A.Rich.
- Virectaria multiflora (Sm.) Bremek.
- Vismia guineensis (L.) Choisy
- Vitellaria paradoxa C.F.Gaertn.
- Vitex chrysocarpa Planch. ex Benth.
- Vitex doniana Sweet
- Vitex madiensis Oliv.
- Voacanga africana Stapf
- Voacanga thouarsii Roem. & Schult.
- Vossia cuspidata (Roxb.) Griff.
- Wahlenbergia hirsuta (Edgew.) Tuyn
- Wahlenbergia lobelioides (L.f.) Link
- Wahlenbergia perrottetii (A.DC.) Thulin
- Waltheria indica L.
- Waltheria lanceolata R.Br. ex Mast.
- Warneckea fascicularis (Planch. ex Benth.) Jacq.-Fél.
- Wissadula rostrata (Schumach.) Hook.f.
- Xanthosoma sagittifolium (L.) Schott
- Xeroderris stuhlmannii (Taub.) Mendonça & E.C.Sousa
- Ximenia americana L.
- Xylopia acutiflora (Dunal) A.Rich.
- Xylopia aethiopica (Dunal) A.Rich.
- Xylopia elliotii Engl. & Diels
- Xyris barteri N.E.Br.
- Xyris decipiens N.E.Br.
- Xyris straminea L.A.Nilsson
- Xysmalobium heudelotianum Decne.
- Zaleya pentandra (L.) C.Jeffrey
- Zanha golungensis Hiern
- Zanthoxylum leprieurii Guill. & Perr.
- Zanthoxylum zanthoxyloides (Lam.) Zepern. & Timler
- Zea mays L.
- Zehneria capillacea (Schumach.) C.Jeffrey
- Zehneria hallii C.Jeffrey
- Zehneria scabra (L.f.) Sond.
- Zehneria thwaitesii (Schweinf.) C.Jeffrey
- Ziziphus abyssinica A.Rich.
- Ziziphus lotus (L.) Lam.
- Ziziphus mauritiana Lam.
- Ziziphus mucronata Willd.
- Ziziphus spina-christi (L.) Desf.
- Zornia durumuensis De Wild.
- Zornia glochidiata Rchb. ex DC.
- Zoysia matrella (L.) Merr.
- Zoysia tenuifolia Willd. ex Thiele
- Zygotritonia crocea Stapf